# Аллея почётного захоронения в Баку
Аллея почётного захоронения (азерб. Fəxri xiyaban) — некрополь, расположенный в центральной нагорной части города Баку (Парламентский проспект). Представляет собой аллеи, на которых похоронены видные азербайджанские деятели культуры, науки, литературы, искусства, Герои Советского Союза, политики, революционеры, отличившиеся в различных областях экономики и сельского хозяйства и заслужившие почётные звания, а также представители династии Алиевых.

## История
Аллея почётного захоронения была создана постановлением Совета Министров Азербайджанской ССР № 680 от 27 августа 1948 года. С этого же года началось строительство аллеи.
Среди похороненных здесь и большевики, и члены КПСС, и лица, сыгравшие роль в установлении советской власти в Азербайджане, есть и те, которые родились за пределами Азербайджана, но провели здесь бо́льшую часть своей жизни. Многие из похороненных жили и творили в XIX—XX веках.
Согласно списку, добавленному к постановлению, могилы Джалила Мамедкулизаде, Абдуррагим-бека Агвердиева, Наджаф-бека Везирова, Гасан-бека Зардаби, Гусейна Араблинского, Сулеймана Сани Ахундова, Али Назми, Джаббара Каръягдыоглу, Рустама Мустафаева, Азима Азимзаде и Гусейнкули Сарабского были перенесены на Аллею почётного захоронения, им были установлены памятники.

## Похороненные
В данный момент на I Аллее почётного захоронения похоронены 251, а на II Аллее почётного захоронения — более 500 человек.

## Галерея[1]
|                                    |  |                                   |  |                                        |  |                                        |  |                                       |  |
| Надгробный памятник Гейдару Алиеву |  | Надгробный памятник Зия Буниятову |  | Надгробный памятник Узеиру Гаджибекову |  | Надгробный памятник Фарамазу Максудову |  | Надгробный памятник Муслиму Магомаеву |  |